# Querstromzylinderkopf
Der Querstromzylinderkopf ist eine Bauweise für Zylinderköpfe von Viertaktmotoren, bei der  Ein- und Auslassöffnung auf gegenüberliegen Seiten münden. 
Liegen Einlass- und Auslasskanäle auf derselben Seite, wird die Bauart Gegenstromzylinderkopf, Rücklauf- oder auch Gegenstrom-Zylinderköpfe bezeichnet. Gelegentlich finden sich auch Ein- oder Auslassöffnungen mittig, in der Ebene dar Zylinderachsen, etwa beim Motor des BMW 328, des Lamborghini 350 GT (Einlässe) oder beim Käfermotor, dessen Auslässe nach vorn und hinten weisen.

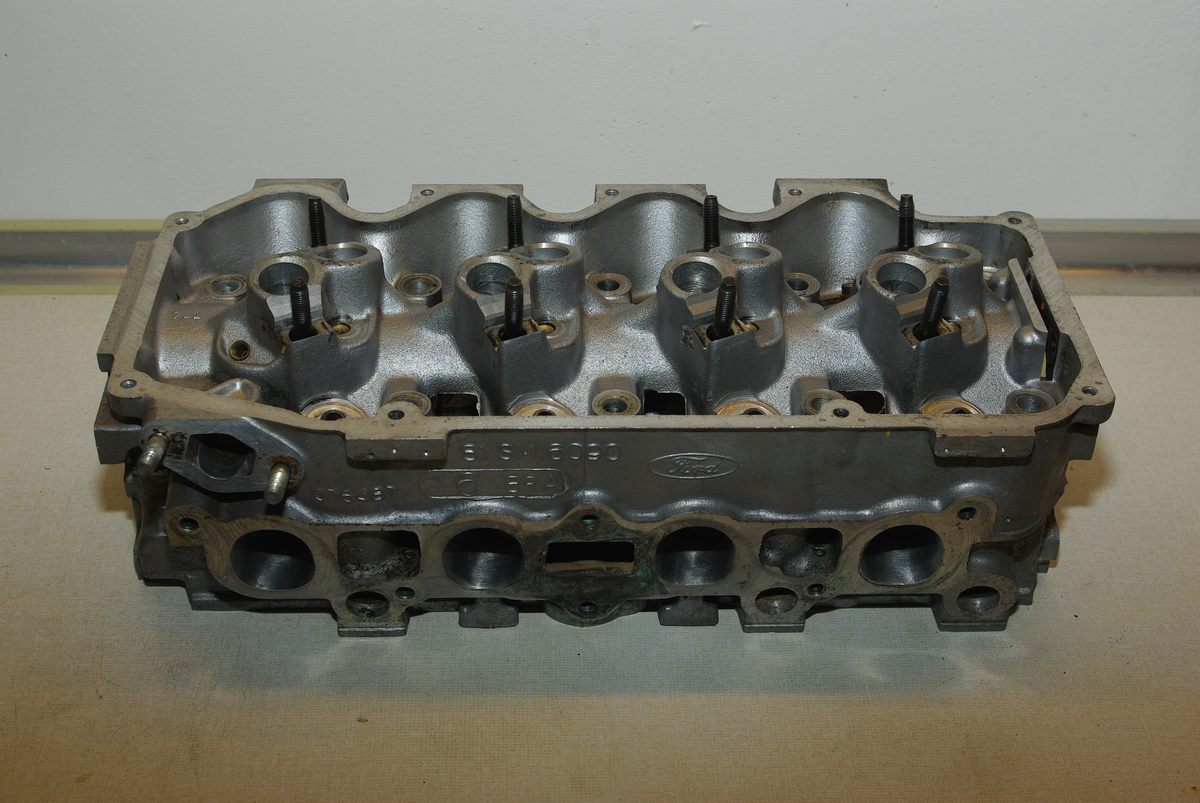
Zylinderkopf eines 1,6-Liter-CVH von Ford, Einlassseite

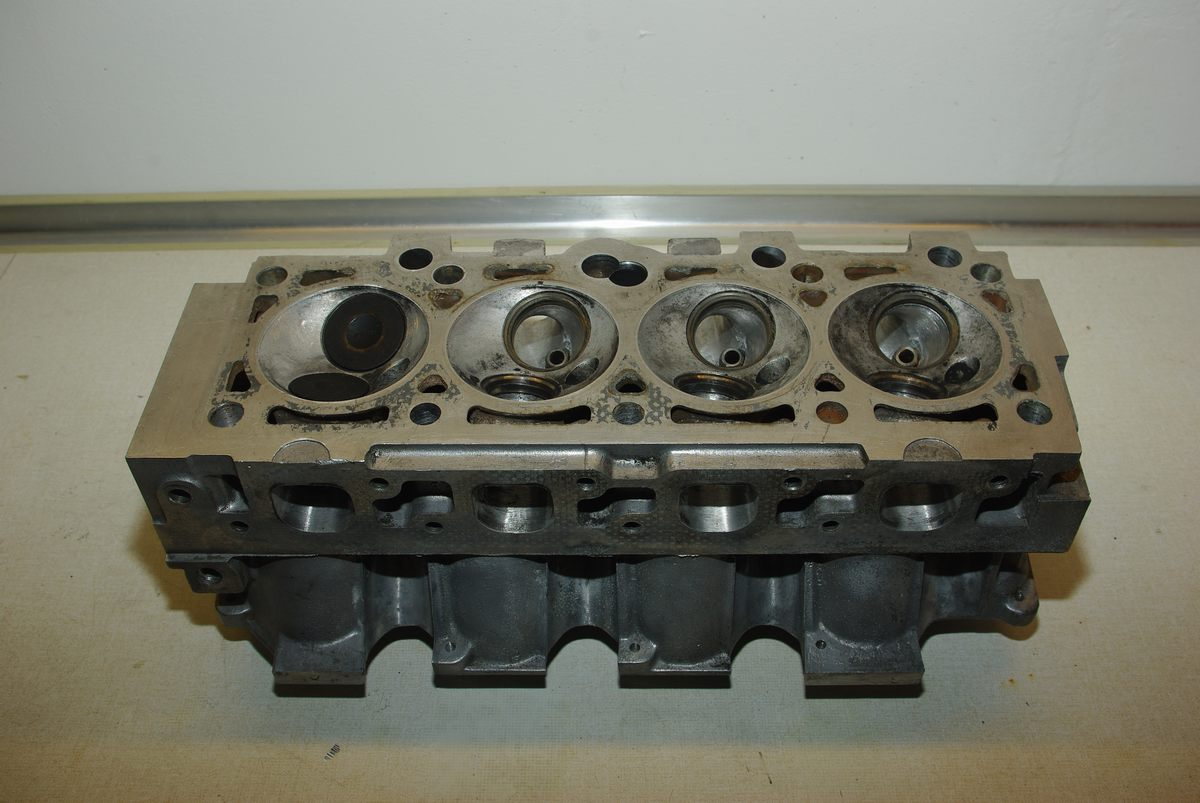
Zylinderkopf eines 1,6-Liter-CVH, Brennräume und Auslassseite

Weil sich die Krümmer von Querstromzylinderköpfen den Platz nicht teilen müssen, können sie dicker oder bei Vierventilern mit zwei Rohren ausgeführt werden. Das vermindert die Strömungsverluste und erhöht die Zylinderfüllung. Das Ansaugsystem ist der Wärme der heißen Abgase nicht so stark ausgesetzt. Dies ist besonders günstig bei einer Turboaufladung des Motors, da es verhindert, dass die verdichtete und meist durch einen Ladeluftkühler gekühlte Ansaugluft sich durch Hitzeeinwirkung vom Abgaskrümmer wieder erwärmt. Motoren mit Querstromzylinderkopf leisten mehr und haben einen besseren Wirkungsgrad als Motoren, bei denen Ansaug- und Auspuffkrümmer auf einer Seite liegen, aber sie können schlechter für Wartung und Reparaturen zugänglich sein. Zudem ist die Breite meist größer.